# Pieczarka brązowa

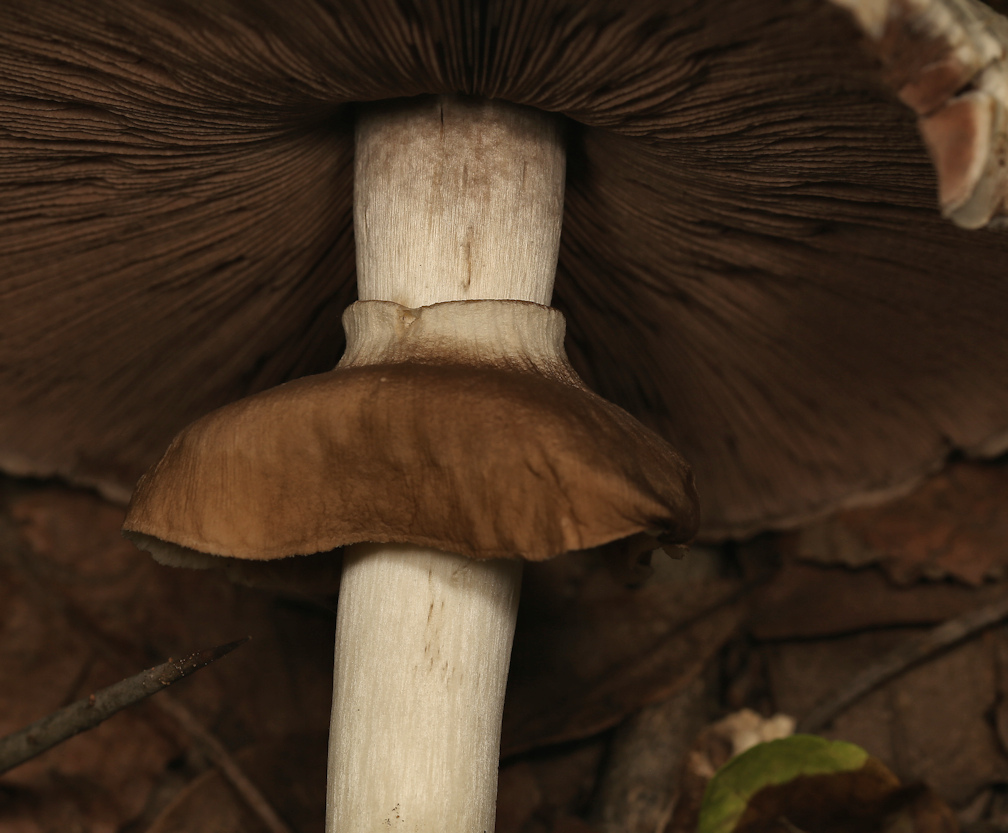

Pieczarka brązowa (Agaricus subrufescens Peck) – gatunek grzybów należący do rodziny pieczarkowatych (Agaricaceae).

## Systematyka i nazewnictwo
Pozycja w klasyfikacji według Index Fungorum: Agaricus, Agaricaceae, Agaricales, Agaricomycetidae, Agaricomycetes, Agaricomycotina, Basidiomycota, Fungi.
Po raz pierwszy takson ten opisał w 1894 r. Charles Horton Peck w Nowym Jorku i nadana przez niego nazwa naukowa jest aktualna. Ma 6 synonimów. Niektóre z nich:
- Agaricus fiardii Pegler 1983
- Agaricus rufotegulis Nauta 1999[2].

Polską nazwę zarekomendowała Komisja ds. Polskiego Nazewnictwa Grzybów Polskiego Towarzystwa Mykologicznego w 2025 r. Wcześniej opisany był jak pieczarka brazylijska

## Morfologia
Bazydiokarpy wykazują dużą zmienność morfologiczną.
Kapelusz
O średnicy 5–9 cm, grubomięsisty, początkowo półkulisty, potem wypukły do płaskowypukłego. Brzeg prosty, ze zwisającymi resztkami osłony. Powierzchnia włóknista, z przylegającymi włókienkami i łuskami, bardziej gęstymi na środku, na środku fioletowo-brązowa, czerwonawo-brązowa, ciemnobrązowa, przy brzegu fioletowo-brązowa, czerwonawo-brązowa lub brązowo-pomarańczowa.
Blaszki
Wolne, cienkie, gęste, o szerokości 3–7 mm, z 3–4 seriami blaszeczek, początkowo białe, potem kolejno różowe, brązowe, w końcu ciemnobrązowe.
Trzon
Wysokość 6,8–49,5 cm, grubość 0,6–1,2 cm, centralnie osadzony, wewnątrz pusty, zwężający się ku górze lub cylindryczny, bulwiasty z ryzomorfami. Powierzchnia gładka, z rozproszonymi małymi włóknistymi guzkami poniżej pierścienia. Pierścień w górnej części trzonu, błoniasty, zwisający, biały i z czasem zanikający.
Miąższ
W kapeluszu o grubości 4–6 cm, biały, mięsisty, watowaty, o lekko migdałowym zapachu.
Cechy mikroskopowe
Podstawki 10–19 × 4–8 μm, maczugowate, czterozarodnikowe, szkliste, gładkie. Bazydiospory 4-6,5 × 3–4,5 μm, elipsoidalne, częściowo jajowate, gładkie, z wyraźnymi wierzchołkami, bez por rostkowych. Cheilocystydy 7–18 × 5–13 µm, szkliste, gładkie, składające się z 2-4 kulistych lub prawie kulistych komórek tworzących strzępkę, z gruszkowatą komórką bazową. Strzępki skórki kapelusza o wymiarach 3,75–16,25 μm, brązowe lub jasnobrązowe, gładkie, w większości przypadków zwężone na przegrodach. Pierścień zbudowany ze strzępek o średnicy 4–7,5 μm średnicy, głównie cylindrycznych, gładkich i szklistych.

## Występowanie i siedlisko
Występuje na wszystkich kontynentach poza Antarktydą. Brak go w opracowanym w 2003 r. przez W. Wojewodę wykazie wielkowocnikowych grzybów Polski, ale jego stanowiska podano w późniejszych latach. Aktualne stanowiska podaje także internetowy atlas grzybów. Znajduje się w nim na liście gatunków zagrożonych i wartych objęcia ochroną.
Grzyb naziemny saprotroficzny.

## Zastosowanie
Agaricus subrufescens jest grzybem jadalnym, a także grzybem leczniczym od dawna stosowanym w medycynie ludowej. W tych celach od końca IX wieku jest uprawiany w niektórych stanach USA oraz w Brazylii, z której jest eksportowany do wielu innych krajów.
Badania naukowe wykazały, że zawiera bioaktywne związki chemiczne o właściwościach przeciwnowotworowych. Stosowany jest w profilaktyce raka, cukrzycy, hiperlipidemii, miażdżycy i przewlekłym zapaleniu wątroby, stymuluje także układ odpornościowy. Działanie lecznicze wykazuje kilka związków. Większość z nich powszechnie występuje u grzybów, niektóre (np. ergosterol i b-glukany) są uważane za związki charakterystyczne dla królestwa grzybów i są wśród nich wszechobecne, ale u Agaricus subrufescens wyizolowano także takie bioaktywne związki, jak: ryboglukany, glukomannany, ergosterol, piroglutaminian sodu, agarytyna, kompleks RNA-białko. Związki te hamują rozwój nowotworów i ich przerzuty, działają jako inomodulatory, stymulują szlaki apoptozy.